# Sony Pictures Networks India
Culver Max Entertainment Private Limited, conhecida publicamente como Sony Pictures Networks India (SPN), é uma subsidiária integral indireta indiana da Sony Group Corporation através da divisão indiana da Sony Pictures Entertainment. Tem uma subsidiária, MSM-Worldwide Factual Media Private Limited e uma afiliada, Bangla Entertainment Private Limited na Índia.
A Culver Max administra e opera 26 canais de televisão, 1 plataforma de streaming chamada de Sony Liv, 1 estúdio de produção de filmes e 1 empreendimento de produção independente para conteúdo original e propriedades intelectuais para TV e mídia digital.
Em dezembro de 2021, a SPN anunciou um acordo de fusão com a então rival Zee Entertainment Enterprises, controladora da ZEE TV, no qual a Sony deteria 51% da nova empresa. Em janeiro de 2024, a Sony anunciou o cancelamento da fusão alegando que as condições para a operação não foram cumpridas no prazo estipulado.

## Propriedades

### Canais de televisão

#### No ar
| Canal                         | Lançamento | Idioma                                                           | Categoria            | SD/HD | Notas                            |
| ----------------------------- | ---------- | ---------------------------------------------------------------- | -------------------- | ----- | -------------------------------- |
| Sony Entertainment Television | 1995       | Hindi                                                            | Entretenimento geral | SD+HD |                                  |
| Sony SAB                      | 1999       | Hindi                                                            | Entretenimento geral | SD+HD | Anteriormente SAB TV             |
| Sony Pal                      | 2014       | Hindi                                                            | Entretenimento geral | SD    |                                  |
| Sony Max                      | 1999       | Hindi                                                            | Filmes               | SD+HD |                                  |
| Sony Max 2                    | 2014       | Hindi                                                            | Filmes               | SD    |                                  |
| Sony Wah                      | 2016       | Hindi                                                            | Filmes               | SD    |                                  |
| Sony Ten 3                    | 2010       | Hindi                                                            | Esportes             | SD+HD | Anteriormente Ten Cricket        |
| Sony Pix                      | 2006       | Inglês                                                           | Filmes               | SD+HD |                                  |
| Sony Six                      | 2012       | Inglês                                                           | Esportes             | SD+HD |                                  |
| Sony Ten 1                    | 2002       | Inglês                                                           | Esportes             | SD+HD | Anteriormente Ten Sports         |
| Sony Ten 2                    | 2010       | Inglês                                                           | Esportes             | SD+HD | Anteriormente Ten Action         |
| Sony YAY!                     | 2017       | Inglês, Hindi, Tâmil, Telugo, Bengali, Canarês, Marata, Malaialo | Infantil             | SD    | Substituiu o Animax              |
| Sony BBC Earth                | 2017       | Inglês, Híndi, Tâmil, Télugo                                     | Infotainment         | SD+HD | Co-propriedade com a BBC Studios |
| Sony Ten 4                    | 2021       | Tâmil, Télugo                                                    | Esportes             | SD+HD |                                  |
| Sony Aath                     | 2009       | Bengali                                                          | Entretenimento geral | SD    |                                  |
| Sony Marathi                  | 2018       | Marata                                                           | Entretenimento geral | SD    |                                  |

#### Extintos
| Canal            | Lançamento | Extinção | Idioma                                                           | Categoria            | SD/HD | Notas                          |
| ---------------- | ---------- | -------- | ---------------------------------------------------------------- | -------------------- | ----- | ------------------------------ |
| Sony Mix         | 2011       | 2020     | Hindi                                                            | Música               | SD    |                                |
| Sony Rox HD      | 2017       | 2018     | Hindi                                                            | Música               | HD    |                                |
| AXN              | 1999       | 2020     | Inglês                                                           | Entretenimento geral | SD+HD |                                |
| Sony Le Plex HD  | 2016       | 2018     | Inglês                                                           | Filmes               | HD    |                                |
| Animax           | 2004       | 2017     | Inglês                                                           | Infantil             | SD    | substituído por Sony YAY!      |
| Sony Kix         |            |          | Inglês, Hindi                                                    | Esportes             | SD    | renomeado como Sony ESPN       |
| Sony ESPN        |            | 2020     | Inglês, Hindi, Tâmil, Telugo, Bengali, Canarês, Marata, Malaiala | Esportes             | SD+HD | Co-propriedade com a ESPN Inc. |
| Sony Ten Golf HD |            |          | Inglês, Hindi                                                    | Esportes             | HD    | Anteriormente Ten Golf HD      |

### Plataforma destreaming
Em janeiro de 2013, a empresa investiu em vídeo sob demanda com o lançamento de sua plataforma OTT, Sony Liv. Sua biblioteca consiste em conteúdo dos canais da Sony na Índia, como SET e Sony SAB, juntamente com originais como Gullak, LIV Shout Out e Holycross. Além do conteúdo de acervo e regional, estreias de filmes, curtas-metragens e esportes ao vivo também fazem parte das ofertas da Sony Liv.
A plataforma ultrapassou 109 milhões de downloads e está disponível em cinco idiomas, juntamente com programação selecionada em bengali, hindi, inglês, marata, malaiala, tâmil e telugo.

### Sony Pictures International Productions
Criada em 2013, a Sony Pictures International Productions (SPIP) é o braço de produção cinematográfica da rede. Produz cinema para o público da diáspora indiana em todo o mundo. Desde 2015, a SPIP produz e distribui filmes como:
- Bajatey Raho
- Darr @ the Mall
- Youngistaan
- Piku
- Chalk n Duster
- Azhar
- Mubarakan
- Poster Boys
- Padman
- 102 Not Out
- Soorma
- Bombairiya
- Ghoomketu
- Shakuntala Devi
- Helmet
- Dial 100
- Looop Lapeta
- Major
- Nikamma

### Studio NEXT
Uma unidade de negócios independente da SPNI, o Studio NEXT cria conteúdo original e propriedades intelectuais para televisão e mídia digital na Índia e globalmente. O empreendimento começou sua jornada produzindo a temporada de estreia de Kus Bani Koshur Karorpaet, a adaptação da Caxemira de Who Wants to Be a Millionaire?, mas como outras adaptações indianas vernaculares, foi estruturada mais de acordo com o carro-chefe indiano, adaptação nacional Kaun Banega Crorepati. Daqui para frente, o Studio NEXT continuará a produzir novas propriedades intelectuais enquanto aproveita os existentes sob a propriedade da Sony Entertainment.